# رالف فوربز
رالف فوربز (انگلیسی: Ralph Forbes؛ ۳۰ سپتامبر ۱۹۰۴ – ۳۱ مارس ۱۹۵۱) بازیگر اهل بریتانیا بود.
از فیلم‌ها یا برنامه‌های تلویزیونی که وی در آن نقش داشته‌است، می‌توان به تندر درون، الهه سبز، رومئو و ژولیت، برج لندن، ماری ملکه اسکاتلند، درنده باسکرویل، برت‌های خیابان ویمپول، توئنتی‌اث سنچری، سه تفنگدار و بو ژست اشاره کرد.

## اواخر دوره هنری
پس از یک حرفه سینمایی که از 1926 تا 1944 طول کشید،  سالهای آخر فوربس به کار در صحنه برادوی اختصاص یافت. یکی از آخرین حضورهای صحنه‌ای او در احیای «شما هرگز نمی‌توانید بگویید» در سال 1948 بود. او در سال 1951 در سن 46 سالگی در بیمارستان Montefiore در برانکس، نیویورک درگذشت. 